# L'Écrivain (film)
Ne doit pas être confondu avec la nouvelle d’Anton Tchekhov, L'Écrivain
 (août 2018).
Si vous disposez d'ouvrages ou d'articles de référence ou si vous connaissez des sites web de qualité traitant du thème abordé ici, merci de compléter l'article en donnant les références utiles à sa vérifiabilité et en les liant à la section « Notes et références ».
Pour plus de détails, voir Fiche technique et Distribution.
L'Écrivain (Pismak) est un film polonais réalisé par Wojciech Has, sorti en 1984. Le film est une adaptation d'un roman de Władysław Lech Terlecki.

## Synopsis
L'histoire se déroule durant la Première Guerre mondiale. Raphaël (Wojciech Wysocki), un jeune journaliste plein d'ambitions littéraires, est arrêté et emprisonné pour avoir publié un magazine anticlérical intitulé "Le Diable". En cellule, il rencontre  un célèbre perceur de coffres-forts (Zdzislaw Wardejn) et Sixtus (Jan Peszek), un ancien moine taciturne accusé de meurtre. L'apprenti écrivain construit alors une intrigue de roman à partir des histoires que partagent ses compagnons de cellule, mais lorsqu'il contracte la fièvre typhoïde, il lui devient difficile de discerner ce qui relève de l'imaginaire de ce qui relève du réel.

## Fiche technique
- Titre : L'Écrivain
- Titre original : Pismak
- Réalisation : Wojciech Has
- Scénario : Wladyslaw Terlecki d'après son roman
- Musique : Jerzy Maksymiuk
- Photographie : Grzegorz Kedzierski
- Société de production : Zespół Filmowy Rondo
- Pays :  Pologne
- Genre : Drame
- Durée : 120 minutes
- Dates de sortie : 
  -  Pologne : 23 septembre 1985

## Distribution
- Grzegorz Heromiński : le bossu
- Gustaw Holoubek : le juge d'instruction
- Gabriela Kownacka : Maria
- Andrzej Krukowski : Gruźlik
- Janusz Michałowski : le médecin de prison
- Hanna Mikuć : l'amante de Sixtus
- Jan Peszek : Sixtus
- Zdzisław Wardejn : le boxeur
- Wojciech Wysocki : Rafał
- Jerzy Zelnik : l'écrivain
- Marzena Trybal : l'amie du perceur de coffres-forts
- Gustaw Lutkiewicz : le directeur
- John Paul Raven : le geôlier
- Jerzy Zygmunt Nowak : l'agent
- Andrew Szenajch : l'officier
- Jerzy Moes : l'officier autrichien